# Ujezd
Ujezd (rusko уе́зд, ujezd, ukrajinsko повіт, povit) je bil od 13. stoletja upravna enota Moskovske velike kneževine, Ruskega carstva in zgodnje Ruske  sovjetske federativne socialistične republike. V večini ruske zgodovine je bil ujezd druga raven upravne delitve države. Beseda ujezd po vsebini ustreza slovenski besedi okraj.

## Splošen opis
Ujezd je prvotno pomenil skupino več volosti, ki so nastale v okolici najpomembnejših mest. Ujezde so upravljali knezovi namestniki in od 17. stoletja vojvode (rusko воевода). 
Peter Veliki je leta 1708 izvedel upravno reformo in carstvo razdelil na gubernije (rusko губерния). Delitev na ujezde je bila ukinjena in z upravno reformo Katarine Velike leta 1727 ponovno uvedena. 
Sovjetske upravne reforme v letih 1923–1929 so večino ujezdov pretvorile v rajone (okraje). V Ukrajini so bili ujezdi reformirani v okrožja, ki so bila od leta 1925 do 1930 primarne upravne enote. 

## Besarabija
Ujezdi v Besarabiji so se ujezdi v romunščini imenovali ţinut ali  judeţ, kar bi se lahko prevedlo v okraj.

## Ukrajina
V Ukrajini so se ujezdi imenovalo povit (ukrajinsko повіт).

## Vira
- Административно-территориальное деление России XVIII—XX веков. Otechestvennye Zapiski, No.6, 2002 (v ruščini).
- Тархов, Сергей. Изменение административно-территориального деления России в XIII-XX в. (pdf).  Логос, #1 2005 (46).  ISSN 0869-5377.